# Национальный архив компьютеризированных данных о старении
Национальный архив компьютеризированных данных о старении (англ. National Archive of Computerized Data on Aging, NACDA) — крупнейший в мире архив данных, связанных с процессом старения. Создан с целью продвижения исследования старения, чтобы помогать исследователям более полно использовать потенциал широкого спектра различных баз данных, использовать эти базы для иных целей чем те, ради которых они собирались, находить в них новые закономерности и делать новые выводы. NACDA расположен внутри ICPSR в Мичиганском университете и финансируется Национальным институтом США по проблемам старения (NIA).
NACDA разыскивает и сохраняет различные базы данных, относящиеся к геронтологическим исследованиям, перерабатывает их, если это необходимо для более эффективного использования, распространяет среди исследователей и помогает их работе. На данный момент в архиве уже более 1600 различных баз, так или иначе связанных со старением.

## История
История NACDA началась более 40 лет назад при поддержке агентства США Administration on Aging (AoA) как эксперимент. В то время для NACDA ещё не были сформулированы концепции исследовательского архива, посвящённого вопросам старения, и не было в планах делать исследовательскую информацию свободно доступной для всеобщего использования. С течением лет миссия NACDA изменялась и по масштабам, и по направлению. Первоначально задуманный лишь как хранилище данных, NACDA начал принимать активную роль в деятельности исследовательского сообщества, собирая и распространяя данные. В 1984 году спонсором NACDA стал Национальный институт США по проблемам старения (NIA), всячески благоприятствовавший работе NACDA. С течением лет NACDA трансформировался по ходу развития технологий.
NACDA стал одной из первых организаций, начавших распространять данные посредством CD-ROM. NACDA стал одним из первых архивов, предоставивших электронные исследовательские данные в свободный публичный доступ, сделав их доступными всем заинтересованным в исследованиях людям без платы. Первоначальная коллекция из 28 публичных баз, впервые выложенная в интернет в 1992 году, сейчас разрослась до более чем 1600 баз, свободно доступных всем исследователям.